# Cian Uijtdebroeks
Cian Uijtdebroeks (* 28. února 2003) je belgický profesionální silniční cyklista jezdící za UCI WorldTeam Visma–Lease a Bike. Uijtdebroeks je považován za talentovaného jezdce a byl několikrát přirovnán k Remcu Evenepoelovi.

## Hlavní výsledky
2020
vítěz Kuurne–Brusel–Kuurne Juniors
Mistrovství Evropy
9. místo časovka juniorů
2021
Národní šampionát
 vítěz časovky juniorů
Aubel–Thimister–Stavelot
 celkový vítěz
 vítěz vrchařské soutěže
vítěz 2. etapy (TTT)
vítěz Grand Prix West Bohemia
vítěz La Classique des Alpes Juniors
Mistrovství Evropy
 2. místo časovka juniorů
Ain Bugey Valromey Tour
2. místo celkově
 vítěz vrchařské soutěže
vítěz 2. etapy
2. místo Excellenze Valli del Soligo
2. místo Trofeo Guido Dorigo–Solighetto
Course de la Paix Juniors
3. místo celkově
vítěz etapy 2a
Mistrovství světa
6. místo časovka juniorů
2022
Tour de l'Avenir
 celkový vítěz
 vítěz vrchařské soutěže
 vítěz soutěže mladých jezdců
vítěz etap 7 a 8
Sibiu Cycling Tour
3. místo celkově
 vítěz soutěže mladých jezdců
7. místo Per sempre Alfredo
Kolem Norska
8. místo celkově
2023
Tour de Romandie
6. místo celkově
Tour de Suisse
7. místo celkově
Vuelta a España
8. místo celkově
Volta a Catalunya
9. místo celkově
Kolem Ománu
9. místo celkově

### Výsledky na etapových závodech
| Výsledky na Grand Tours        |      |      |
| Grand Tour                     | 2023 | 2024 |
| Giro d'Italia                  | —    | DNF  |
| Tour de France                 | —    | —    |
| Vuelta a España                | 8    | DNF  |
| Výsledky na etapových závodech |      |      |
| Závod                          | 2023 | 2024 |
| Paříž–Nice                     | —    | —    |
| Tirreno–Adriatico              | —    | 7    |
| Volta a Catalunya              | 9    | DNF  |
| Kolem Baskicka                 | —    | —    |
| Tour de Romandie               | 6    | —    |
| Critérium du Dauphiné          | —    | —    |
| Tour de Suisse                 | 7    | 35   |

| —   | Nezúčastnil se |
| DNF | Nedokončil     |